# Jiblea Nouă, Vâlcea
Jiblea Nouă este o localitate componentă a orașului Călimănești din județul Vâlcea, Muntenia, România.
Localitatea a fost înființată în anul 1896 printr-o lege dată de Carol I pentru însurățeii de pe Valea Topologului, Coisca, cel care a înzestrat satul cu 4-5 hectare de teren arabil în platoul Cărpănoasa precum și un teren pentru construcția bisericii, în mijlocul satului în suprafață de 0,4 hectare.  Între 1956-1960 s-a construit și s-a dat în folosința căminul cultural unde s-a desfășurat o activitate permanentă până în 1989. În aceasta localitate locuiesc în prezent aproape 300 de familii.
 Acest articol despre o localitate din județul Vâlcea este deocamdată un ciot. Puteți ajuta Wikipedia prin completarea lui.